# جمهوری جزیره رز
جمهوری جزیره رُز یا جمهوری اسپرانتیست جزیره رز (به اسپرانتو: Esperantista respubliko de la Insulo de la Rozoj) نام یک ریزکشور بود که در ۱ می ۱۹۶۸ اعلام استقلال کرد. این جزیره مصنوعی با مساحت حدوداً ۴۰۰ متر مربع توسط روزا و کِریچی بر روی یک سکوی معلق در دریای آدریاتیک و در ۱۱ کیلومتری ایتالیا احداث شده بود.

## تاریخچه

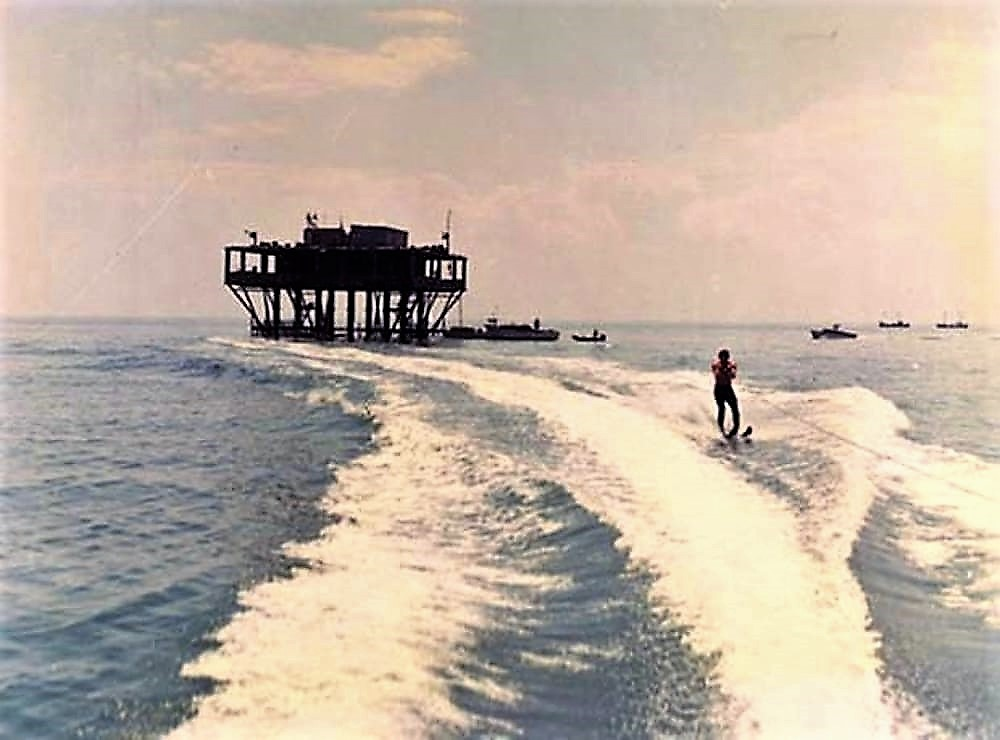
جمهوری جزیره رز، ۱۹۶۸.

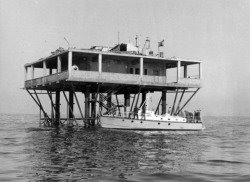
جمهوری جزیره رز.

در اوایل دهه ۶۰ میلادی، جورجیا روزا که استاد مهندسی در بولونیا بود در ۱۱ کیلومتری ساحل ریمینی، جایی که عمق آب حدوداً ۶ متر است، یک برج تأسیس کرد. ۱۳ فوریه ۱۹۶۵ برج ساخته شده توسط طوفان تخریب شد، روزا این بار جزیره‌ای با مساحت ۴۰۰ متر مربع تأسیس کرد که دارای یک بار، رستوران، اداره پست، بانک و فروشگاه نیز بود.
مسئولان ایتالیایی به این جزیره واکنش نشان ندادند چرا که از نظر آنها فاصلهٔ بیش از ۵ کیلومتر آب آزاد به‌شمار می‌آمد تا ۱ می ۱۹۶۸ که این جزیره با انتخاب اسپرانتو به عنوان زبان رسمی اعلام استقلال کرد. ۵۵ روز بعد از اعلام استقلال، مسئولان ایتالیایی با طرح مواردی همچون تهدید امنیت ملی، فرار مالیاتی، انسداد بحری و انتشار پورنوگرافی خواستار تعطیلی جزیره شدند.
نهایتاً اداره بندرگاه ریمینی دستور تخریب جزیره را صادر کرد. مؤسسین جزیره رز (جورجیو روزا و گابریلا کِریچی) به شورای دولتی ایتالیا استیناف برده و مدعی شدند مطابق کنوانسیون آب‌های آزاد ژنو که مورد پذیرش ایتالیا قرار گرفته‌است، ایشان حق بهره‌برداری از آب‌های آزاد را دارند که استنتاج شورای دولتی ایتالیا مخالف ادعای روزا و کریچی بود. در بهار ۱۹۶۹ نیروی دریایی ایتالیا با کاشت دینامیت جزیره رز را تخریب کرد.

## در فرهنگ عامه
- فیلم جزیره رز به کارگردانی سیدنی سیبیلیا بر اساس داستان ریزکشور جمهوری جزیره رز تولید شد. این فیلم به زبان ایتالیایی و توسط نتفلیکس منتشر شد.